# 마시로 리마
마시로 리마(일본어: 真城 りま)/리마는 캐릭캐릭체인지에 등장하는 미소녀 캐릭터이다.

## 소개
만화책을 좋아하는 개그미소녀
쌀쌀맞은 면이 있으나 의외로 정이 많다
어릴적 유괴당한 기억으로 부모님의 과보호를 받는다. 가디언 캐릭터 중 유일하게 험프티록이나 덤프티키 없이도 자력으로 변신이 가능하다.

## 캐릭터 변신
크라운 드롭
쿠스쿠스와 캐릭터변신. 광대같은 옷을 입고있다.
- 퀸즈 왈츠

나데시코의 '야마토 마이히메'와의 합동공격.
- 저글링 파티

저글링의 클럽을 자유자재로 조종.
- 타이트로프 댄서

로프를 자유자재로 조종해 상대를 공격.